# Tolna hypogrammica
Tolna hypogrammica är en fjärilsart som beskrevs av George Francis Hampson 1918. Tolna hypogrammica ingår i släktet Tolna och familjen nattflyn. Inga underarter finns listade i Catalogue of Life.